# District de Mendykara
Le district de Mendykara (en kazakh : Меңдіқара ауданы est un district de l'oblys de Kostanaï, situé au nord du Kazakhstan.

## Géographie
Le centre administratif du district est la ville de Borovskoye.

## Démographie
En  2013, le district a une population de 30 490 habitants.